# Vojtěch Birnbaum

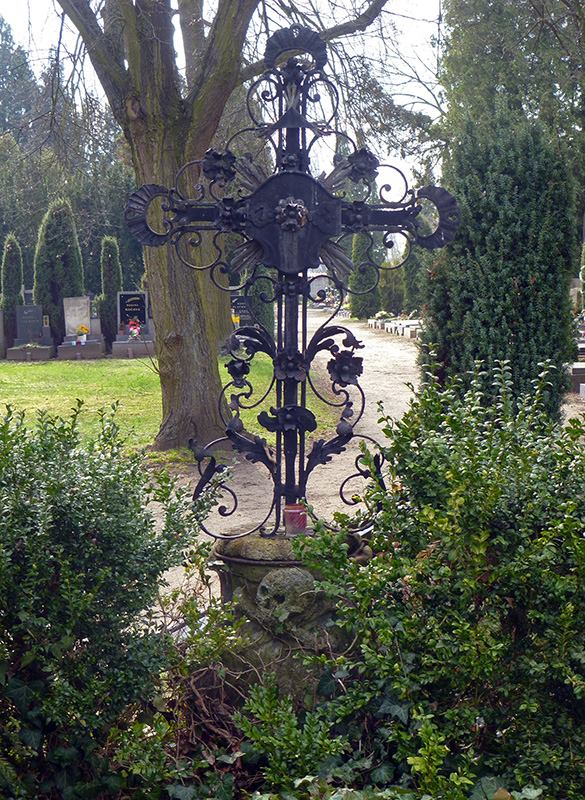
Náhrobek Vojtěcha Birnbauma a jeho ženy Alžběty v Poděbradech

Vojtěch Birnbaum (7. ledna 1877 Döbling – 30. května 1934 Praha) byl český historik umění.

## Život
Narodil se ve vídeňském Ober-Döblingu, pokřtěn byl jako Adalbert. Otcem Vojtěcha Birnbauma byl inženýr a stavitel železniční tratě Adalbert Birnbaum. Po jeho předčasné smrti v roce 1881 se vdova Božena Birnbaumová odstěhovala se svými dvěma dětmi do Poděbrad, kde se záhy (v květnu 1883) provdala za lékaře Bohumila Boučka, jednoho z hlavních iniciátorů založení poděbradských lázní.
Ke studiu archeologie a dějin umění Birnbauma přivedli jeho kmotr, historik Jaroslav Goll a matčin bratr, sochař Bohuslav Schnirch. Po absolvování dvou semestrů na Karlo-Ferdinandově univerzitě odešel roku 1897 do Vídně, kde studoval mimo jiné u Franze Wickhoffa a Aloise Riegla. Jako Wickhoffův asistent působil ve Vídni tehdy také jen o málo starší Max Dvořák. Disertační práci na téma starokřesťanské sakrální architektury (Der Altchrisltiche Kirchenbau und seinem Verhältnis zur römischen Profabaukunst) obhájil v roce 1904. Poté strávil deset let jako soukromý učenec v Itálii. Roku 1916 vyšel tiskem I. díl jeho Ravennské architektury, druhý díl zůstal nerealizován. Roku 1919 se touto prací habilitoval na Univerzitě Karlově v Praze. V roce 1922 se stal mimořádným, o šest let později řádným profesorem dějin umění a ředitelem Ústavu pro dějiny umění na Univerzitě Karlově a před svou smrtí i děkanem filozofické fakulty UK.
Od roku 1917 byl konzervátorem pro okres Kolín v Centrální komisi pro ochranu památek ve Vídni. V letech 1914–1934 byl činný v Klubu za starou Prahu, v letech 1928–1929 byl předsedou Klubu. V roce 1926 se jeho manželkou stala Alžběta Birnbaumová.
Po příchodu do Prahy zaujal Birnbauma český středověk, nejprve architektura románská a v návaznosti na ni také gotika. S Josefem Strzygowským vedl v polovině dvacátých let polemiku o původu a počátcích románské architektury v Čechách. Připravoval monografii o Petru Parléřovi, kterou však kromě řady článků na toto téma nerealizoval. Značný zájem věnoval také památkové péči a metodologii dějin umění. Jako pedagog vychoval a ovlivnil množství studentů (byli to především František Kovárna, Václav Richter, Oldřich Stefan), kteří poté dále rozvíjeli odkaz Vídeňské školy dějin umění.
Byl pohřben do rodinné hrobky v Poděbradech.

## Birnbaumův „barokní princip“
Je autorem tzv. „barokní teorie“, podle níž každý umělecký sloh své působení končí „barokní“ fází. Podle této teorie závěrečná „barokní“ fáze následuje po úvodním období „klasicismu“. Birnbaum tak (poměrně trefně) formuloval vznik a vývoj slohu jako cyklické střídání „klasicismů“ a „baroků“, přičemž po „barokní“ fázi vždy následuje „klasicistní“ fáze nového slohu. „Klasicismus“ je zde chápán jako „přísná“ či „dogmatická“ fáze nového slohu, kdy jsou nejprve vytvořena přesná pravidla a ta jsou pak poměrně striktně dodržována. Sloh se tak odehrává vlastně uvnitř těchto pravidel. „Barokní“ fáze slohu nastává ve chvíli, kdy se samotná pravidla slohu stanou překážkou vývoje a začne proto docházet k jejich porušování, zpochybňování a destruování. Toto porušování pravidel pochopitelně postupně vede k celkové destrukci slohového výrazového rámce a proto je nakonec nutné přistoupit k budování slohu nového.
Platnost své teorie dokládal Vojtěch Birnbaum na parléřovské architektuře, především na pražské Katedrále svatého Víta s tím, že Parléř ve své architektuře používá prvky překračující a v podstatě negující principy gotické architektury, tak jak byly stanoveny v Ile-de-France v období francouzského krále Ludvíka IX. zvaného Svatý. Prvky v podstatě aplikované „barokním“ způsobem. Podobně lze vysledovat tyto „barokní“ prvky například i v sochařství krásného slohu, nemluvě už o architektuře vysloveně pozdněgotické, jakou je například tvorba Benedikta Rejta.
Tato teorie je ve své základní poloze dnes už překonána, což však neznamená, že je překonána samotná myšlenka „barokního principu“. Ten je naopak stále platný, ovšem je potřeba jej aplikovat v kontextech dalších teorií a modelů, takže například v jedné fázi určitého slohu můžeme sledovat charakteristiky „klasicismu“ i „baroku“ probíhající současně.

## Monografie
- BIRNBAUM, Vojtěch. Ravennská architektura. I. Část. Její původ a vzory. Praha: Česká akademie císaře Františka Josefa pro vědy, slovesnost a umění, 1916. (2. kniha ČAVU Praha 1921)
- Vojtěch Birnbaum, Dům zvaný Livie na Palatině, Česká akademie věd a umění, Praha 1922
- Vojtěch Birnbaum, Románská renesance koncem středověku, Jan Štenc Praha 1924 online
- BIRNBAUM, Vojtěch. K datování portrétní galerie v triforiu chrámu svatovítského. Praha: n.c., 1930. Dostupné online. Shrnutí odborných poznatků o portrétní galerii v triforiu Svatovítského chrámu, na základě kterého byla stanovena doba vzniku soch..
- BIRNBAUM, Vojtěch. Karel IV. jako sběratel a Praha. In:  Kniha o Praze. Praha: Melantrich, 1933. Dostupné online. S. 5–20.
- BIRNBAUM, Vojtěch. Dvorec Jarošův. In:  Kniha o Praze : Pražský almanach. Praha: Melantrich, 1931. Dostupné online. S. 5–17.
- Vojtěch Birnbaum, Barokní princip v dějinách architektury, nakl. Vyšehrad Praha 1941
- Vojtěch Birnbaum, Jan Erazím Vocel, zakladatel našich dějin umění, Václav Petr, Praha 1942
- Vojtěch Birnbaum, Listy z dějin umění, Václav Petr Praha 1947
- Vojtěch Birnbaum, Vývojové zákonitosti v umění (ed. I. Hlobil), Odeon Praha 1987